# いっちくたっちく節
いっちくたっちく節（いっちくたっちくぶし）は、明治時代の流行歌、童謡である。

## 概要
西南戦争の後に流行した童謡である。歌詞は「いつちくたつちく竹橋の、赤いシヤツポの兵隊さん、なに食ふ、お芋を食ふ、サツマ芋食つて、プツプツプー」。歌い出しは、鬼決めの歌の歌の「いつちくたつちく太右衛門どんの乙姫様は、湯屋で押されて泣く声聞けば、ちんちんもがもがおひやりこおひやりこ」に由来する。